# سهره نوک‌قیچی سرخ
سهره نوک‌قیچی سرخ (نام علمی: Loxia curvirostra) نام یک گونه از سرده نوک‌ضربدری است.